# Échangeur de Pouilly-en-Auxois
 (juin 2025).
Motif : Pas de sources. Voir Discussion:Échangeur de Shimukappu/Admissibilité.
- Archive Wikiwix
- Bing
- Cairn
- DuckDuckGo
- E. Universalis
- Gallica
- Google
- G. Books
- G. News
- G. Scholar
- Persée
- Qwant
- (zh) Baidu
- (ru) Yandex
- (wd) trouver des œuvres sur Wikidata

| 1. | Préciser le motif de la pose du bandeau. | Précisez le motif de la pose du bandeau en utilisant la syntaxe suivante : {{admissibilité à vérifier\|date=juin 2025\|motif=remplacez ce texte par le motif}}                                      |
| 2. | Informer les utilisateurs concernés.     | Pensez à avertir le créateur de l'article, par exemple, en insérant le code ci-dessous sur sa page de discussion : {{subst:avertissement admissibilité à vérifier\|Échangeur de Pouilly-en-Auxois}} |

L’échangeur de Pouilly-en-Auxois est un échangeur autoroutier entre l'autoroute A6 et l'autoroute A38 situé sur le territoire de la commune de Pouilly-en-Auxois dans le département de la Côte-d'Or en région Bourgogne-Franche-Comté. Il permet de connecter Dijon à l'autoroute A6.
L'échangeur est composé d'un ensemble de bretelles et d'un giratoire. La sortie 24 de l'A38, faisant partie de l'échangeur, permet la desserte locale via les routes RD 981, RD 977 bis et RD 18. 

## Axes concernés
Les axes concernés sont les suivants :
- l'Autoroute A6 reliant Paris à Lyon ;
- l'Autoroute A38 vers Dijon ;
- la route RD 981 (ex-RN 81) vers Autun ;
- la route RD 977 bis (ex-RN 77 bis) vers Pouilly-en-Auxois ;
- la route RD 18 vers Créancey.